# الاتصالات السلكية واللاسلكية في بوليفيا
الاتصالات السلكية واللاسلكية في بوليفيا وتنطوي على الراديو والتلفاز والهواتف الثابتة والمتنقلة والإنترنت.

## الإذاعة والتلفزيون
- محطات البث الإذاعية: AM171,FM73, بـموجة قصيرة  77(1999).
- محطات  بث التلفزيون: 48 (1997).

```
أمست بوليفيا بعدد مهوول من المحطات الإذاعية والتلفزيونية وتؤول على بث وسائط الإعلام الخاصة التي تُديرها، كما طرأت بزيادة حديثة مؤخراً لوسائل الإعلام المملوكة من قبل الدولة وتشمل على شبكة الاتصال الإذاعية لشرائح المجتمع، وتُدير محطات الإذاعة والتلفاز المملوكة من قبل الدولة الخاصة بدون أي قيود، برغم من 
المنظمات
 التي تأيد الحكومة وتُعاديها كلاهما هاجموا وسائل الإعلام رداً على تقاريرها في2010.
[
2
]
```

## الهواتف
- مفتاح الإتصال الدولي: 591 .
- الخطوط الثابتة: 880,600 خط مستخدم، و 80 في العالم (2012).
- الهاتف المحمول: 9.494  مليون هاتف، و 82 بالعالم (2012).
- المحطات الأرضية للأقمار الصناعية: قمر صناعي واحد يقع في المحيط  الأطلسي (2011).

وتم خصخصة الشركة الوطنية للإتصالات السلكية واللاسلكية  البوليفية في 1995، ولكنها أُعيد تأميمها في 2007، كما يضم التوسيع الأساسي لنظام، بالعمل على اتصال جهاز الميكروويف، بتوزيع كيابل الألياف البصرية في بعض المناطق، مما ينتج على تحسين عمليات النظام وموثوقيتها وتغطيتها، تتركز معظم الهواتف في لاباز وسانتا كروز وغيرها من المدن الكبيرة، ويتزايد استخدام الهواتف المحمولة برمشة عين، وفي (2011) وإن كثافة مستخدمي الهواتف تتجاوز نحو 80 لكل 100 شخص.

## الإنترنت
- مضيفوا الإنترنت: 180,988 مضيف، و75 في العالم (2012).
- مستخدموا الإنترنت: 3.5 مليون مستخدم، و75 في العالم، 34% من السكان، 125 في العالم (2012).
- الخدمات الثابتة: 690,768 مشتركين، و 83 في العالم، 1.1% من السكان، 139 في العالم (2014).
- خدمات الهاتف المحمول: 690,768 مشتركين، 83 في العالم، 6.7% من السكان، 101 في العالم (2014). *متوسط سرعة الإتصال: 1.1 Mbit/s، 54 في العالم (2014).
- عناوين IPv4: 561,920 (2012) .
- نطاق المستوى الأعلى: .bo.

### الرقابة والإشراف على الإنترنت
ولا توجد قيود حكومية على الوصول للإنترنت، كما ينص الدستور والقانون البوليفي على حرية التعبير والصحافة، كما أن الحكومة تحترم هذه الحقوق، واستخدمت قضيتين على وجهة الخصوص في 2012، لصالح مكافحة العنصرية لحصر كلا  الحقوق، كما قام بعض كبار المسؤولين عن الحكومة بالقذف اللفظي لأعضاء الفرقة الصحافية، وبما أن القانون البرليفي يمنع التدخل التعسفي في خصوصيات العائلة أو المنزل  أو المراسلات، والحكومة بأي حال تحترم هذه المحظورات، ولاتزال ادعاءات بشأن الحكومة لكونها لاتحترم القانون دوماً، ولايزال التشهير جريمة جنائية.
- كما أثرت مخاوف بشأن قانون مناهضة التمييز (2010)، بتحذير من لجنة معاقبة الصحفيين، باستخدام صيغة بعيدة الإدراك وغير واضحة، لمعاقبة الصحافة بشكل قانوني.
- وفي 21 أكتوبر (2012)، بيّن نائب الرئيس غارسيا لينيرا بأن الحكومة تُسجل أسماء الأشخاص لقيامهم على إهانة الرئيس موراليسون بمواقع التواصل الاجتماعي.[5]
- وفي 23 أكتوبر (2012)، ألغت المحكمة الدستورية قانون التشهير الذي يسمح لهم بأعتقال شخص مدان بإهانة موظفين حكوميين لمدة تتناهز من شهر إلى 4 سنوات، سواء بتشهيرهم أو شتمهم.
- وفي 2016، عُقب الأستفتاء الدستوري، إعتبرت الحكومة بأن الإنتصار ب (NO) كان مجرد خدعة رخيصة، ولكن تتفادى تعريض الحكومة للخطر، ولذا قررت بإيقاف القانون بتقييد الشبكات الاجتماعية عند إهانة الرئيس إيفو مورالس بسبب أعمالة الفاسدة كقضية غابرييلا زاباتا، لكن سيتم الأشراع بهذا القانون في أبريل أو مايو 2016. [ بحاجة لمصدر ]

## روابط خارجية
- Agency for the Development of the Information Society (ADSIB)
- NIC Bolivia, registrar for the .bo top-level domain.